# Fascaleyrodes
Fascaleyrodes is een geslacht van halfvleugeligen (Hemiptera) uit de familie witte vliegen (Aleyrodidae), onderfamilie Aleyrodinae.
De wetenschappelijke naam van dit geslacht is voor het eerst geldig gepubliceerd door Bink-Moenen in 1983. De typesoort is Fascaleyrodes rara.

## Soorten
Fascaleyrodes omvat de volgende soorten:
- Fascaleyrodes palmae (Gameel, 1968)
- Fascaleyrodes rara Bink-Moenen, 1983